# Vũ Huy Lễ
Vũ Huy Lễ (17 tháng 8 năm 1946 – 19 tháng 8 năm 2022) là một sĩ quan Quân đội nhân dân Việt Nam, hàm Đại tá, nguyên Lữ đoàn trưởng Lữ đoàn 955, Vùng 4, Quân chủng Hải quân. Ông được phong danh hiệu Anh hùng lực lượng vũ trang nhân dân.

## Khen thưởng
- Huân chương Quân công hạng Ba;
- Huân chương Bảo vệ Tổ quốc hạng Nhì;
- Huân chương Chiến công hạng Nhất;
- Huân chương Kháng chiến chống Mỹ, cứu nước hạng Ba;
- Huân chương Quân kỳ quyết thắng;
- Huân chương Chiến sĩ vẻ vang hạng Nhất, Nhì, Ba;
- Huy hiệu 50 năm tuổi Đảng.